# فتيان في الحي
فتيان في الحي (بالإنجليزية: Boyz n the Hood)‏ هو فيلم رومانسي، وفيلم مراهقة ‏، وقصة تقدم في العمر، وفيلم هود ‏، وفيلم جريمة، وفيلم دراما أُصدر في 1991. الفيلم من إنتاج كولومبيا بيكتشرز، وتولّت كولومبيا بيكتشرز توزيعه، وهو من إخراج جون سينغلتون الذي تولّى كتابة السيناريو أيضًا.

## القصة
تقع أحداث الفيلم في لوس أنجلوس، وكاليفورنيا.

## طاقم التمثيل
- آيس كيوب
- نيا لونغ
- أنجيلا باسيت
- تايرا فيريل
- لورنس فيشبورن
- كوبا غودينغ جونير
- موريس كستنائي
- ريجينا كينج

## الإنتاج
صوّر الفيلم في كاليفورنيا .
موسيقى الفيلم التصويرية كانت من تأليف ستانلي كلارك.

## الاستقبال

### الجوائز والترشيحات
الجوائز
- سجلات الأفلام الوطنية (2002).[2]

الترشيحات
- جائزة الأوسكار لأفضل مخرج، المُرشَّح: جون سينغلتون، في: حفل توزيع جوائز الأوسكار الرابع والستون
- جائزة الأوسكار لأفضل كتابة "سيناريو أصلي"، المُرشَّح: جون سينغلتون، في: حفل توزيع جوائز الأوسكار الرابع والستون

## وصلات خارجية
- فتيان في الحي على موقع IMDb (الإنجليزية)
- فتيان في الحي على موقع ميتاكريتيك (الإنجليزية)
- فتيان في الحي على موقع الموسوعة البريطانية (الإنجليزية)
- فتيان في الحي على موقع روتن توميتوز (الإنجليزية)
- فتيان في الحي على موقع نتفليكس (الإنجليزية)
- فتيان في الحي على موقع ألو سيني (الفرنسية)
- فتيان في الحي على موقع Turner Classic Movies (الإنجليزية)
- فتيان في الحي على موقع أول موفي (الإنجليزية)
- فتيان في الحي على موقع بوكس أوفيس موجو (الإنجليزية)
- فتيان في الحي على موقع فيلمافينيتي (الإسبانية)